# Microtyran bifascié
Lophotriccus vitiosus
Ne doit pas être confondu avec Microtyran coiffé.
Espèce
Statut de conservation UICN

 LC  : Préoccupation mineure
Le Microtyran bifascié (Lophotriccus vitiosus), aussi appelé Todirostre bifascié ou Tyranneau coiffé, est une espèce de passereau de la famille des Tyrannidae,.

## Systématique et distribution
Cet oiseau est représenté par quatre sous-espèces selon la classification de référence du Congrès ornithologique international (version 9.1, 2019) :
- Lophotriccus vitiosus affinis Zimmer, JT, 1940 : zone allant du sud-est de la Colombie au nord-est du Pérou et au nord-ouest de l'Amazonie brésilienne ;
- Lophotriccus vitiosus guianensis Zimmer, JT, 1940 : Guyanes et nord-est du Brésil (États de l'Amapá et du Pará, peut-être également du Mato Grosso) ;
- Lophotriccus vitiosus vitiosus (Bangs & Penard, TE, 1921) : est du Pérou (est du département de San Martín, sud de la région du Loreto et département de Huánuco) ;
- Lophotriccus vitiosus congener Todd, 1925 : ouest de l'Amazonie brésilienne (le long de la rivière Juruá, dans le sud-ouest de l'État de l'Amazonas)[1],[2],[4].